# Johann Sperl
Johann Sperl (Buch, 3 novembre 1840 - Bad Aibling, 29 juillet 1914) est un artiste peintre, dessinateur et lithographe allemand. 

## Biographie
Né Johann Spörl, il est le fils unique d'un couple d'agriculteurs de la Moyenne-Franconie. En 1854, sorti premier de sa classe, le pasteur du village de Buch remarque les talents de dessinateur du garçon et lui trouve un travail d'illustrateur. En 1856, son père meurt, ce qui l'oblige à devenir soutien de famille. Il exerce alors le métier de lithographe. En 1858, il passe le concours de l'académie des beaux-arts de Nuremberg, dirigée à cette époque par le peintre d'histoire et sculpteur August von Kreling. Durant sa formation, Johann Sperl y rencontre deux condisciples, Rudolf Hirth du Frênes et Theodor Alt, et forme avec eux un trio d'amis. En 1863, Johann Sperl devient directeur d'une firme lithographique, puis démissionne deux ans plus tard, ayant économisé assez d'argent pour tenter le concours de l'académie des beaux-arts de Munich.
À Munich, Sperl étudie dans les classes de Hermann Anschütz et Karl von Piloty. Il devient l'ami intime de Wilhelm Leibl. En 1866, Arthur von Ramberg est nommé directeur d'étude à Munich et Sperl devient peu à peu son assistant, s'ouvrant à de plus grandes compositions, affirmant son art. Il est possible qu'il découvre avec Leibl l'exposition de Gustave Courbet à Munich en 1869. Entre 1870 et 1873, Sperl fait partie du Cercle de Leibl (Leibl-Kreis). En 1878, Sperl et Leibl s'installent à Berbling, près de Bad Aibling. Il croise Max Liebermann l'année suivante, à Munich. À partir des années 1880, Sperl se tourne vers des paysages de grand format.
En 1882, Sperl s'installe pour peindre à Kraiburg am Inn. L'année suivante, il retrouve Leibl dans son nouvel atelier à Bad Aibling, les deux amis peignent ensemble. En 1899, Leibl entreprend un long voyage en Italie, il passe par Florence, Sienne et Venise. Leibl meurt en 1900. 
À Bad Aibling, Sperl souffre d'une violente attaque durant l'été 1910 qui le laisse à moitié paralysé. Il meurt quatre jours avant le début de la Première Guerre mondiale. Son dernier vœux fut de reposer dans la même sépulture que son ami Wilhelm Leibl, dans le cimetière de Wurtzbourg.

## Œuvre
- Le Jardin de l'apothicaire Wimmer à Kraiburg, vers 1883, huile sur toile, 66 × 56 cm, Lenbachhaus, Munich[3]

Œuvres de Sperl
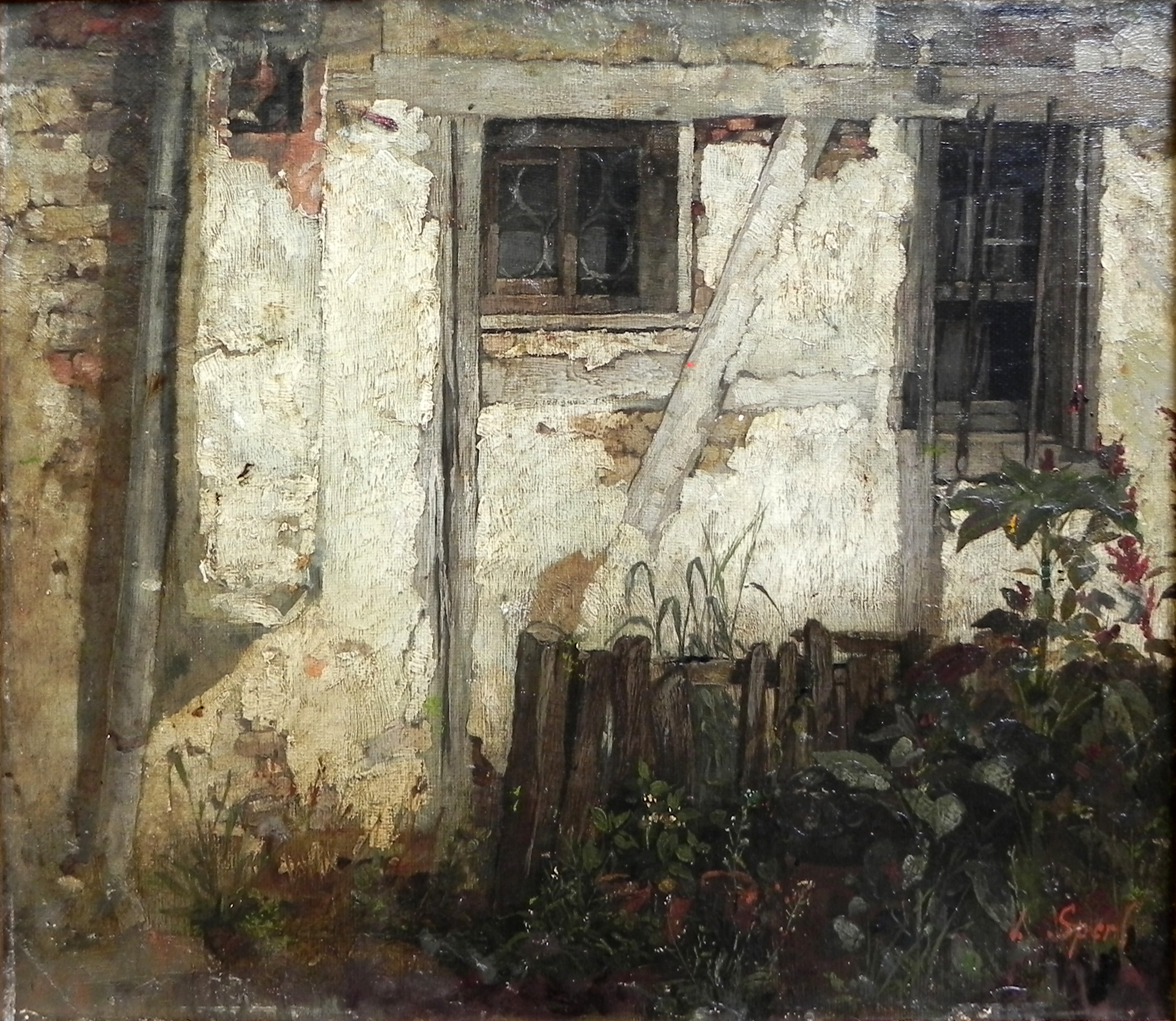
Ferme (1873), Alte Nationalgalerie
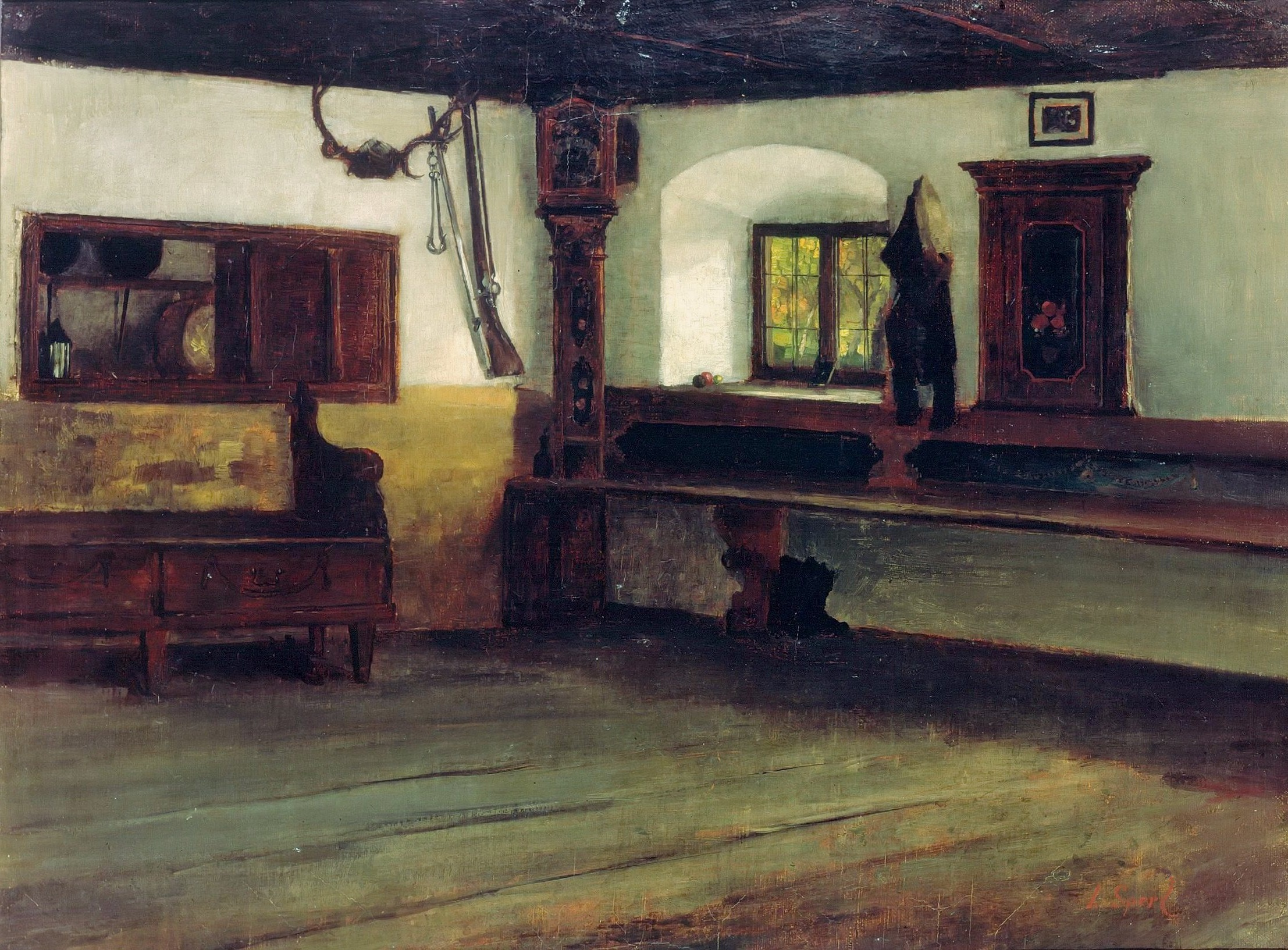
Scène d'intérieur de ferme (1877), Alte Nationalgalerie
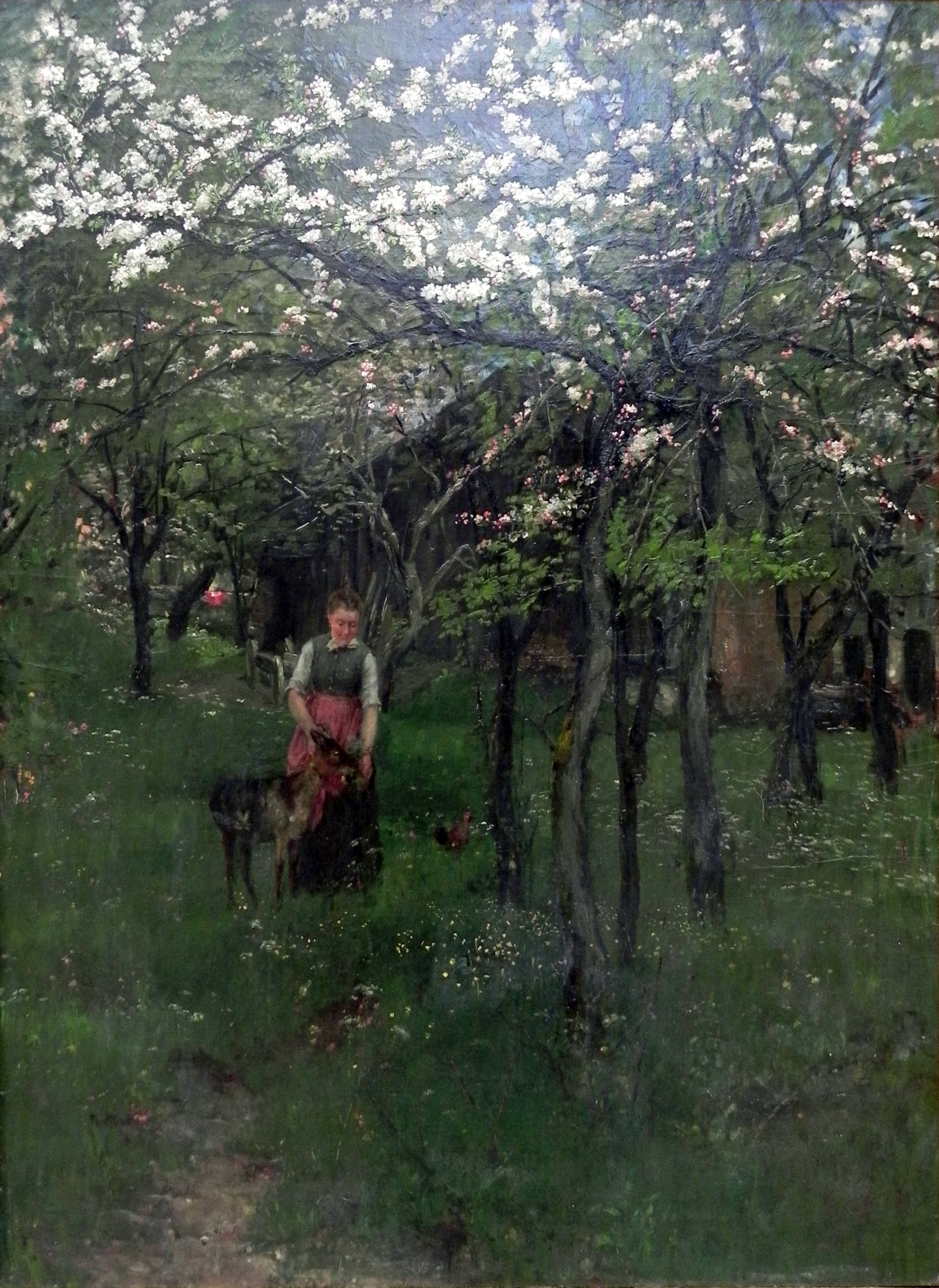
Printemps à Kutterling (1880), Alte Nationalgalerie
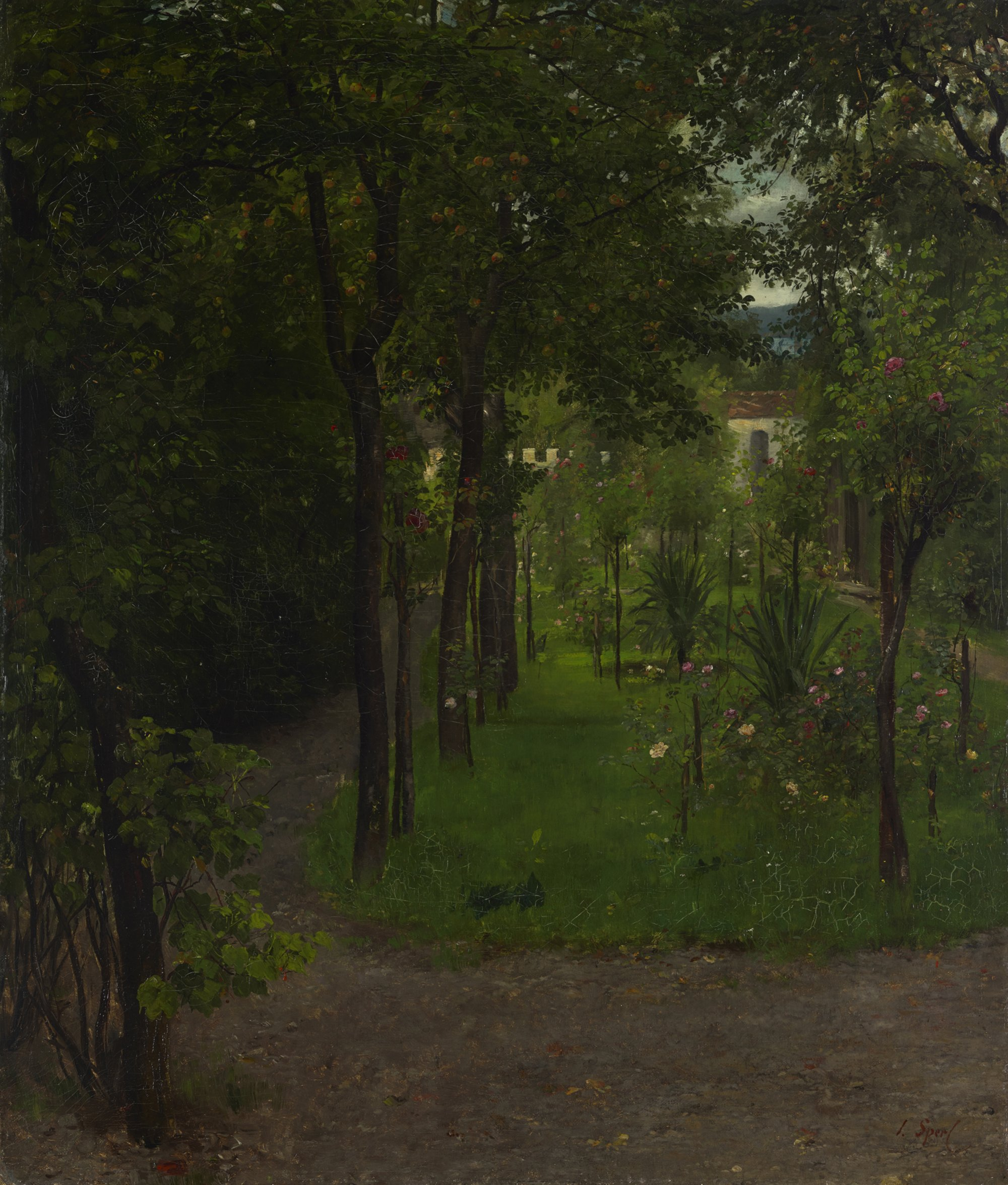
Apotheker Wimmers Garten in Kraiburg (1883), Lenbachhaus
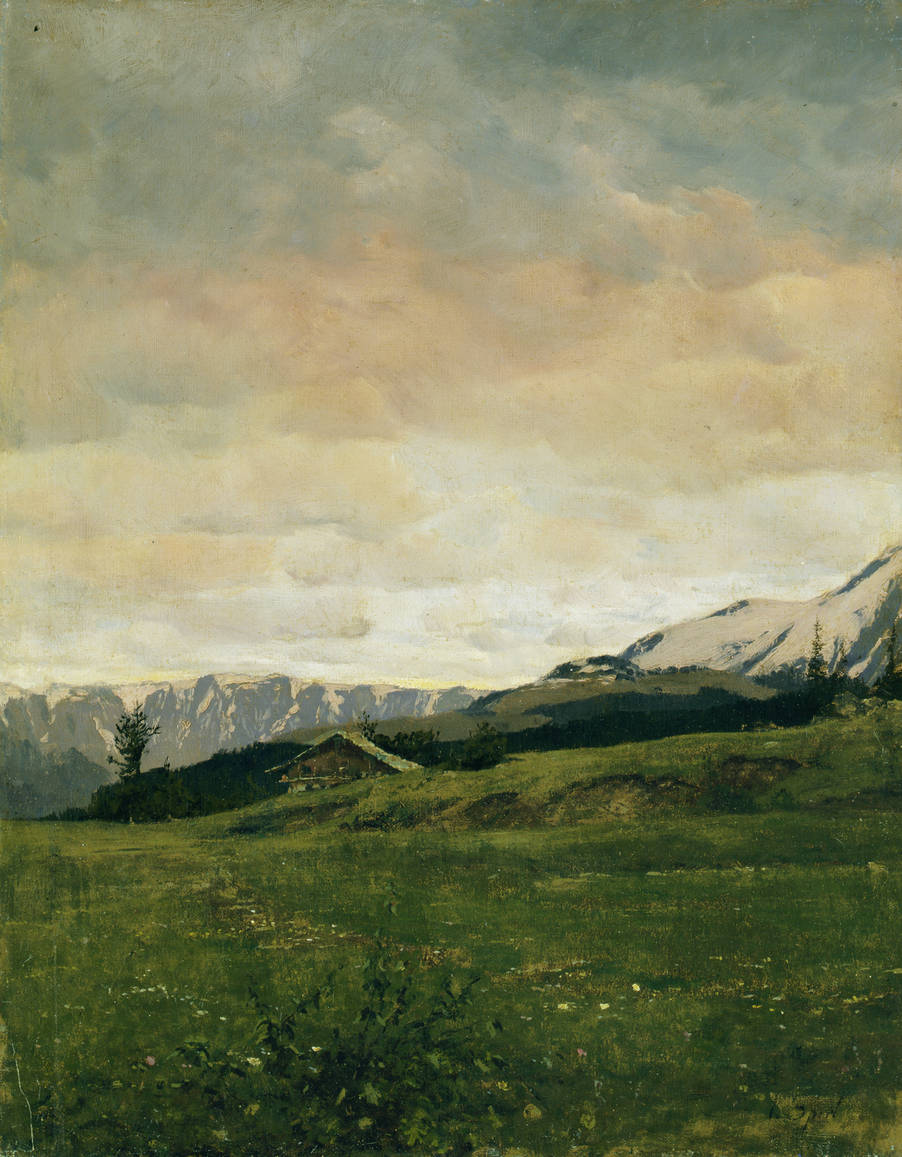
Frühling im Gebirge (1896), musée Georg-Schäfer (de)